# Tratado (estudo)

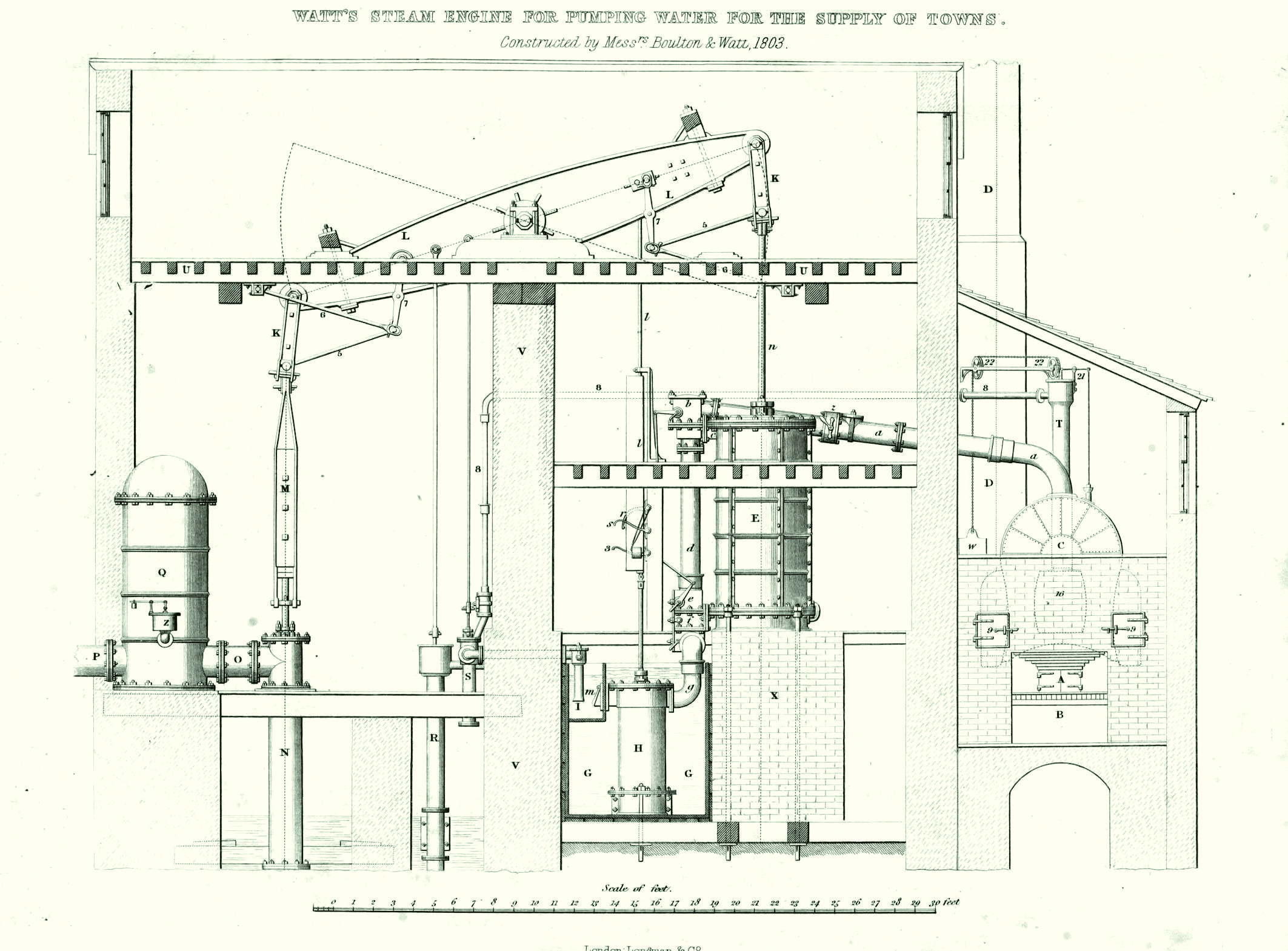
Página do livro A Treatise on the Steam Engine ("Um Tratado sobre a Máquina a Vapor"), de John Farey Jr., de 1827

Tratado (do termo latino tractatu) é um estudo formal, científico, de caráter acadêmico, fundamentado e sistemático sobre determinado assunto. É bem mais extenso que um ensaio devido às suas características acadêmicas, sempre se propondo a apresentar uma teoria acadêmica bem fundamentada, sendo, normalmente, publicado em formato de livro ou livros, ou, ainda, bibliotecas, os mais extensos. 
Famosos tratados foram escritos por filósofos, cientistas, teólogos, juristas, místicos, militares, políticos, dentre muitos outros pensadores. Diferentemente do ensaio, que é um texto literário breve e informal, o tratado é algo mais complexo e formal. O ensaio, por sua vez, expõe ideias, críticas e reflexões éticas. 